# Decarboxylierung

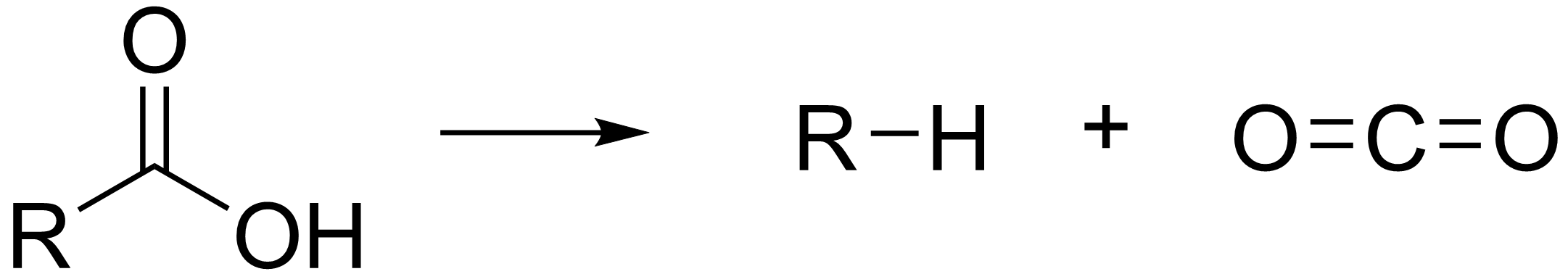
Decarboxylierung einer Carbonsäure

Als Decarboxylierung bezeichnet man eine chemische Reaktion, bei der aus einem Molekül ein Kohlenstoffdioxid-Molekül abgespalten wird. Durch Erhitzen oder durch enzymatische Katalyse kann eine Decarboxylierung besonders leicht bei Carbonsäuren (bevorzugt: β-Ketosäuren oder Malonsäuren) erfolgen. Dabei tritt ein sechsgliedriger Übergangszustand auf.
Beispiel: Bei rascher Erwärmung von Orsellinsäure entsteht bei 176 °C Orcin.
Eine im Primärstoffwechsel aller Lebewesen zentrale Decarboxylierung ist die oxidative Decarboxylierung des Pyruvats bzw. des α-Ketoglutarats. Ersteres ist das Produkt, das am Ende der Glykolyse beim Abbau der Glucose gebildet wird. Durch einen Multienzymkomplex werden unter Mitwirkung vieler Coenzyme die Substrate um ein Kohlenstoff-Atom verkürzt. Da gleichzeitig zwei Elektronen auf einen zellulären Wasserstoffakzeptor über FAD auf NAD+ übertragen werden, spricht man bei dieser Folgeoxidation auch von oxidativer Decarboxylierung.
α-Aminosäuren lassen sich durch Erhitzen in Tetraethylenglycoldimethylether (TGDE) in Gegenwart katalytischer Mengen Cyclohexenon decarboxylieren. Beispiel: Bei der Decarboxylierung von (2S,4R)-4-Hydroxyprolin entsteht (R)-3-Hydroxypyrrolidin:
Auch die biogenen Amine entstehen im Stoffwechsel durch Decarboxylierungsreaktionen.